# HD 95089 b
HD 95089 b es un planeta extrasolar que orbita la  estrella del tipo K HD 95089 aproximadamente 453 años luz de distancia en la constelación de  Leo.